# 마인-다뉴브 운하

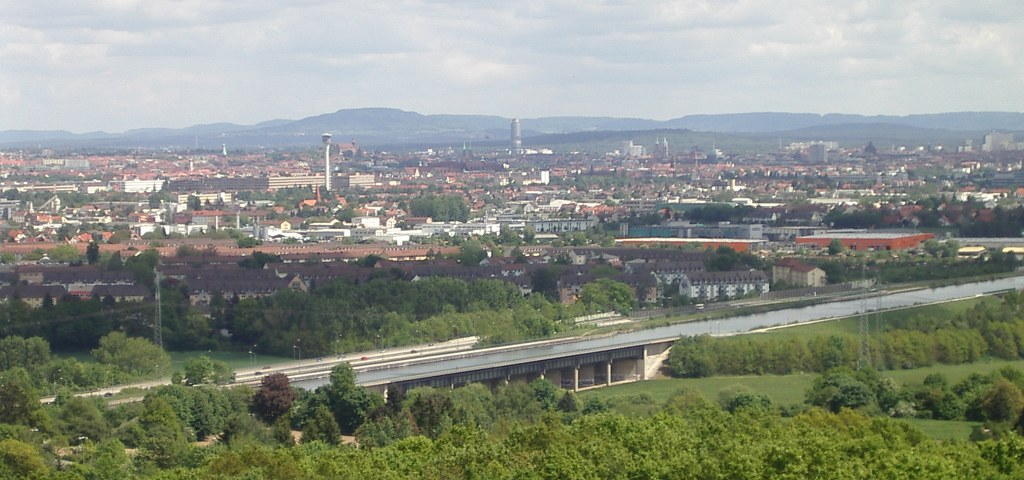
뉘른베르크 부근의 라인 마인 다뉴브 운하

마인 다뉴브 운하 (또는 라인 마인 다뉴브 운하, RMD 운하, 유로파 운하)는 뉘른베르크의 라인강과 밤베르크의 마인강, 레겐스부르크의 다뉴브강을 연결하는 운하로 로테르담에 있는 라인강 삼각주에서부터 흑해에 있는 다뉴브 강 삼각주까지를 잇는다. 1992년 완공되었다.

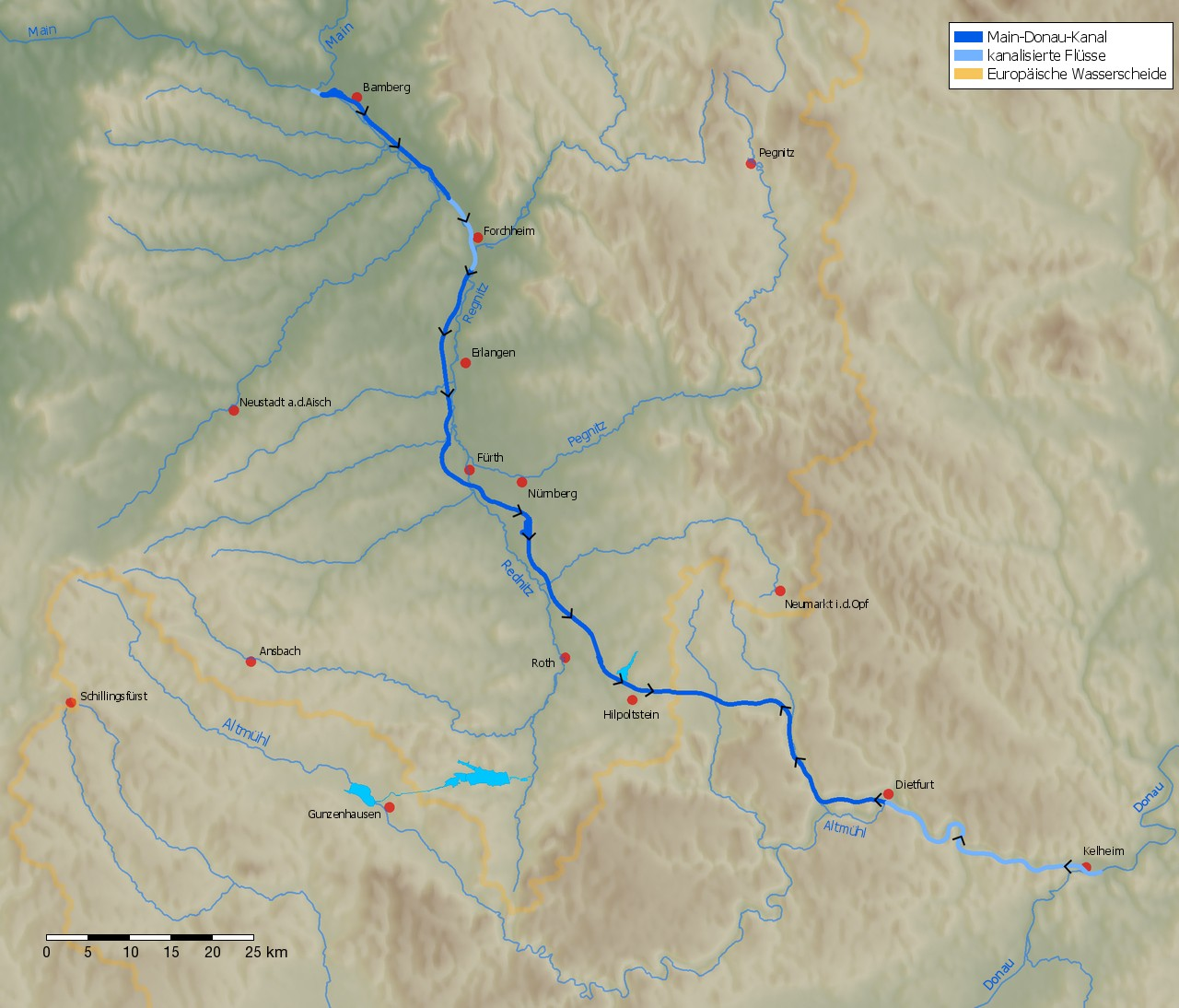
마인-다뉴브 운하의 지도

## 역사
다뉴브와 라인을 연결하는 계획은 역사가 매우 오래되었다. 793년 카롤루스 대제가 운하 건설을 명령했다. 1836년부터 1846년까지 루트비히 1세 (바이에른)의 이름을 딴 루드비히 운하가 건설되었다. 이 운하는 폭이 좁았고, 바닥에 돌이 많았으며, 일부 구간엔 물이 부족했다. 그래서 수로를 운용하는 것은 비경제적이었다. 제2차 세계대전으로 파괴된 것을 복구하지 않기로 결정한 후인, 1950년에 마침내 폐지되었다.
서유럽 지역의 대표적인 운하로 꼽히는 독일의 '마인-다뉴브 운하'는 정치적 논리와 환경단체 등의 반대로 11년간 공사가 중단되는 등 운하건설 과정이 순탄치 않았다.
1992년 9월 개통된 길이 171km의 마인-다뉴브 운하를 배가 통과하는 데 소요되는 시간은 24시간이다. 폴커 하우프 전 독일 연방교통부 장관은 "바벨탑 이후 인류가 저지른 가장 무식한 사업"이라고 말했다.

## 통계
2010년 기준으로, 운하의 운송량은 다음과 같다:
- 독일, 2,630,243톤, 50.5%
- 네덜란드, 1,721,017톤, 33.0%
- 벨기에, 243,828톤, 4.7%
- 헝가리, 189,121톤, 3.6%
- 오스트리아, 125,103톤, 2.4%
- 슬로바키아, 86,702톤, 1.7%
- 룩셈부르그, 26,484톤, 0.5%
- 프랑스, 5.490톤, 0.1%
- 기타, 183,930톤, 3.6%
- 합계 5,211,918톤, 100.0%

## 같이 보기
- 한반도 대운하